# Голгофа 5
Голгофа 5 — музыкальный альбом Юрия Морозова. Записан музыкантом во время строевой воинской службы в советской армии.

## История записи
Осенью 1974 года Юрия Морозов отправляется на срочную воинскую службу. Местом её отбывания стал подмосковный город Долгопрудный. Участвуя в художественной самодеятельности местного клуба а также в свободное время самостоятельно и с привлечением сослуживцев записывает несколько песен:
```

```

«Диск» записан во время службы в Войске Русском. По экспрессии вокала заметно давление на психику и жажда вакханалии. Первая сторона записана в мастерской связи. Здесь впервые начинаю квакать на педали собственной конструкции, созданной тут же в перерывах между гульбой и службой. На ударных (корпус рации Р-109 и листы дюралюминия) изливаются рядовой Рыбаков и ефрейтор Дмитриев. На басу — сержант А. Волошко (ученик маэстро). Нестройный рёв — рядовые Жилин, Рыбаков, Авагян, «Нос», «Кукушкин», «кровавый Шурка», а также гитаристы и ударники. Репертуар в основном «Босяков» и что попало. Вторая сторона ленты запечатлена в гарнизонном клубе. — Юрий Морозов. Книга «Против течения»
Воспоминания творческого соратника и друга семьи Сергея Лузина:
```

```

...Юра и в армии создал своеобразную команду, старался музыкально «просвещать» сослуживцев и особенно приятеля-сержанта А. Волошко с Карпат...— Сергей Лузин. Книга «Против течения»

## Список композиций
| №                   | Название                                                      | Автор(ы)                                              | Длительность |
| ------------------- | ------------------------------------------------------------- | ----------------------------------------------------- | ------------ |
| 1.                  | «Блюз измученного негра»                                      | Юрий Морозов                                          | 3:18         |
| 2.                  | «I wanna tool be glad» (прообраз «Не понять мотив»)           | Юрий Морозов                                          | 3:37         |
| 3.                  | «Monkberrymoon delight»                                       | Пол Маккартни                                         | 2:12         |
| 4.                  | «А может, это любовь»                                         | Александр Кузнецов — Александр Кузнецов, Юрий Морозов | 3:00         |
| 5.                  | «Softly, softly» (из репертуара «The Equals»)                 | Эдди Грант                                            | 3:42         |
| 6.                  | «(I'm Not Your) Steppin' Stone» (из репертуара «The Monkees») | Майкл Несмит                                          | 4:16         |
| 7.                  | «Иванко, ты Иванко»                                           | народная                                              | 3:09         |
| 8.                  | «Моя Марусечка»                                               | Герд Вильнов                                          | 2:11         |
| 9.                  | «Ты постой, не уходи»                                         | Юрий Морозов                                          | 2:13         |
| 10.                 | «Пляшет солнечный свет»                                       | Юрий Морозов                                          | 4:16         |
| 11.                 | «Рок для Марины»                                              | Юрий Морозов                                          | 6:16         |
| 12.                 | «Не понять мотив» (Импровизация. Часть I)                     | Юрий Морозов                                          | 4:15         |
| 13.                 | «Клятва солдата» (Импровизация. Часть II. Трио)               | Юрий Морозов                                          | 2:00         |
| 14.                 | «Военная вакхическая» (Импровизация. Часть III)               | Юрий Морозов                                          | 6:20         |
| 15.                 | «Russishe zoldaten»                                           | Юрий Морозов                                          | 1:12         |
| Общая длительность: | Общая длительность:                                           | Общая длительность:                                   | 48:46        |

Композиция (15) заменила (при переоформлении автором своей дискографии в конце 90-х) присутствующие ранее на оригинальной записи риф с песни «А может, это любовь» (0:22) и звуковой коллаж «Частушки, подметание стёкол, военные крики» (5:40).

## Участники записи
- Юрий Морозов — вокал, гитары, ударные (12-14)
- А. Волошко — бас-гитара, вокал (11)
- В. Белоус — клавишные
- В. Рыбаков — перкуссия (1-9), подпевки (1-9)
- С. Димитриев — перкуссия (1-9)
- Рядовые Жилин, Авагян, «Нос», «Кукушкин», «кровавый Шурка» — подпевки
- Неизвестные — гитара, подпевки, ударные (10-11)